# مالی تسرینی
مالی تسرینی (به صربی: Mali Crljeni) یک منطقهٔ مسکونی در صربستان است که در لازارواتس واقع شده‌است.